# 斯坦利·钱伯斯
斯坦利·钱伯斯（英語：Stanley Chambers，1910年9月13日—1991年8月14日），英国男子自行车运动员。他曾代表英国参加1932年夏季奥林匹克运动会自行车比赛，联同欧内斯特·钱伯斯获得男子双人自行车赛银牌。